# 15072 Landolt
15072 Landolt è un asteroide della fascia principale. Scoperto nel 1999, presenta un'orbita caratterizzata da un semiasse maggiore pari a 2,3882841 UA e da un'eccentricità di 0,1390781, inclinata di 5,10542° rispetto all'eclittica.
L'asteroide è dedicato all'astronomo statunitense Arlo U. Landolt.